# 陳百里
陳百里，JP（1977年—），香港政治人物，現任商務及經濟發展局副局長，擁有博士學位。

## 生平

### 學歷及科研工作
陳百里籍貫廣東湛江，早年在九龍坪石邨附近的樓宇成長，畢業於香港培正小學和喇沙書院，後來於美國杜克大學取得電機工程學士及生物醫學工程博士學位。在從政之前，他從事科技範疇之工作約十年，在知識產權貿易及跨產業合作方面具備經驗。
他曾於美國杜克大學任職蛋白工程系副教授及美國藥廠高級研究員。其後於上市公司生命科技集團擔任科研發展主管。2006年和朋友創辦藥廠，該公司於2007年獲得香港工業獎─科技成就獎。

### 政治生涯
2007年香港區議會選舉，原本擔任觀塘坪石區議員的民建聯成員陳鑑林退任，交由陳百里接棒競逐議席，而他亦成功當選，其後於2011年香港區議會選舉連任。2013年3月，他獲委任為商務及經濟發展局政治助理，同時需放棄議席。在任政治助理4年後，他獲新一屆政府委任為商務及經濟發展局副局長，並於2017年8月2日就任。陳百里對於獲任命為副局長感到熱切期待，他表示自己已準備就緒，希望與社會及年輕人分享經濟成果，亦希望年輕人發揮冒險精神「走出去」，擴闊視野，迎接未來機遇。